# چارلز ملتون (بازیگر)
چارلز ملتون (انگلیسی: Charles Melton؛ زادهٔ ۴ ژانویهٔ ۱۹۹۱) هنرپیشه و مانکن اهل ایالات متحده آمریکا است. وی از سال ۲۰۱۴ میلادی تاکنون مشغول فعالیت بوده‌است.
از فیلم‌ها یا برنامه‌های تلویزیونی که وی در آن نقش داشته‌است می‌توان به ریوردیل، پسران بد برای زندگی اشاره کرد.